# El Colorado, San José Iturbide
El Colorado är en ort i Mexiko.   Den ligger i kommunen San José Iturbide och delstaten Guanajuato, i den centrala delen av landet, 230 km nordväst om huvudstaden Mexico City. El Colorado ligger 2 042 meter över havet och antalet invånare är 127.
Terrängen runt El Colorado är platt åt nordost, men åt sydväst är den kuperad. Runt El Colorado är det ganska tätbefolkat, med 120 invånare per kvadratkilometer. Närmaste större samhälle är San José Iturbide, 10,8 km sydost om El Colorado. Trakten runt El Colorado består till största delen av jordbruksmark.